# Трубицино (Рузский городской округ)
Трубицино — деревня в Рузском районе Московской области, входит в состав сельского поселения Ивановское. Население — 15 чел. (2010). До 2006 года Трубицино входило в состав Сумароковского сельского округа.
Деревня расположена на западе района, примерно в 18 километрах к западу от Рузы, у границы с Можайским районом, на правом берегу реки Пожня, высота центра над уровнем моря 194 м. Ближайшие населённые пункты — Ерденьево в 300 м на юго-восток и Дробылёво в 1 км на север.
До 1951 года была в составе Можайского района. В февраля 1951 перешла в состав Осташёвского района.

## Население
| 2002 | 2006 | 2010 |
| ---- | ---- | ---- |
| 12   | ↘8   | ↗15  |